# Markus Schubert
Pour les articles homonymes, voir Schubert.
Markus Schubert, né le 12 juin 1998 à Freiberg, est un footballeur allemand qui évolue au poste de gardien de but au  SC Paderborn 07.

## Biographie

### En club

#### Débuts et formation (2004-2015)
Markus Schubert commence le football à l'âge de 6 ans au SV Lok Nossen puis rejoint le SC Riesa en 2008. En 2015, il est repéré par le Dynamo Dresde et intègre son centre de formation.

#### Dynamo Dresde (2015-2019)
Il dispute son premier match professionnel le 28 novembre 2015 en championnat face au SC Preußen Münster à la suite des forfaits de Janis Blaswich et de Jean-François Kornetzky, respectivement gardien numéro 1 et numéro 2 dans la hiérarchie. Il gardera sa cage inviolée et son équipe fera match nul pour cette rencontre. Il ne rejouera plus de la saison et retournera avec l'équipe U19 du club, dans laquelle il évoluait initialement.
Le 11 août 2017, Schubert est titulaire pour le premier match de la saison en Coupe d'Allemagne face à Coblence (victoire 2-3). Il joue donc son deuxième match avec les professionnels plus d'un an et demi après avoir joué son premier.
Pour la saison 2018-2019, Markus Schubert est promu numéro 1 dans la hiérarchie des gardiens au Dynamo par Uwe Neuhaus, qui lui avait fait jouer son premier match professionnel trois ans plus tôt.
Fin avril 2019, il décide de ne pas prolonger son contrat qui prend fin en juin à la suite de l'intérêt de certains clubs dont Arsenal. À la suite de cette annonce, il ne rejouera plus avec Dresde et sera écarté de l'équipe pour les trois dernières journées de championnat.
Le 5 juillet 2019, libre de tout contrat, il s'engage finalement pour quatre ans avec Schalke 04.

#### Schalke 04 (2019-2021)
Recruté dans un premier temps pour être la doublure d'Alexander Nübel, il doit attendre le 15 décembre 2019 et l'expulsion de ce dernier pour le remplacer et disputer son premier match face à l'Eintracht Francfort (victoire 1-0). Trois jours plus tard, il est titulaire pour la première fois en Bundesliga face au VfL Wolfsburg (1-1).

#### Prêt à Francfort (2020-2021)
Le 30 septembre 2020, à la suite de l'obtention du prêt de Frederik Rønnow par Schalke en provenance de l'Eintracht Francfort, il fait le chemin inverse et est prêté à son tour à l'Eintracht Francfort où il sera la doublure de Kevin Trapp. À l'issue de la saison, il ne dispute aucune rencontre.

#### Vitesse Arnhem (depuis 2021)
Le 14 juillet 2021, il résilie à l'amiable son contrat le liant avec Schalke 04 pour s'engager pour d'une durée de trois saisons avec le club néerlandais de Vitesse Arnhem.

### En sélection
Avec les moins de 17 ans, il participe au championnat d'Europe des moins de 17 ans en 2015, en tant que gardien remplaçant. L'Allemagne s'incline en finale face à l'équipe de France. Il dispute quelques mois plus tard la Coupe du monde des moins de 17 ans organisée au Chili, à nouveau comme gardien remplaçant. L'Allemagne s'incline en huitièmes de finale face à la Croatie.
Il participe ensuite au championnat d'Europe des moins de 19 ans en 2017, en restant à nouveau sur le banc des remplaçants.
Il joue son premier match avec les espoirs allemands le 7 septembre 2018, en amical contre le Mexique (victoire 3-0).
En 2019, il est appelé par Stefan Kuntz pour participer au championnat d'Europe espoirs en Italie et à Saint-Marin, où les Allemands échouent en finale face à l'Espagne. Toutefois, lors de cette compétition, il doit se contenter du banc des remplaçants.
Le 15 mars 2021, il est une nouvelle fois appelé par Stefan Kuntz avec l'Équipe d'Allemagne espoirs pour participer au Championnat d'Europe espoirs 2021 se déroulant en Hongrie et Slovénie.

## Statistiques
| Saison                | Club                       | Championnat           | Championnat | Championnat | Coupe(s) nationale(s) | Coupe(s) nationale(s) | Compétition(s) continentale(s) | Compétition(s) continentale(s) | Compétition(s) continentale(s) | Total | Total |
| Saison                | Club                       | Division              | M.          | B.          | M.                    | B.                    | Comp.                          | M.                             | B.                             | M.    | B.    |
| 2015-2016             | Dynamo Dresde              | 3. Liga               | 1           | 0           | -                     | -                     | -                              | -                              | -                              | 1     | 0     |
| 2016-2017             | Dynamo Dresde              | 2. Bundesliga         | -           | -           | -                     | -                     | -                              | -                              | -                              | 0     | 0     |
| 2017-2018             | Dynamo Dresde              | 2. Bundesliga         | 9           | 0           | 1                     | 0                     | -                              | -                              | -                              | 10    | 0     |
| 2018-2019             | Dynamo Dresde              | 2. Bundesliga         | 31          | 0           | 1                     | 0                     | -                              | -                              | -                              | 32    | 0     |
| Sous-total            | Sous-total                 | Sous-total            | 41          | 0           | 2                     | 0                     | -                              | -                              | -                              | 43    | 0     |
| 2019-2020             | Schalke 04                 | Bundesliga            | 9           | 0           | 1                     | 0                     | -                              | -                              | -                              | 10    | 0     |
| 2020-2021             | Eintracht Francfort (prêt) | Bundesliga            | -           | -           | -                     | -                     | -                              | -                              | -                              | 0     | 0     |
| Sous-total            | Sous-total                 | Sous-total            | 9           | 0           | 1                     | 0                     | -                              | -                              | -                              | 10    | 0     |
| 2021-2022             | Vitesse Arnhem             | Eredivisie            | 13          | 0           | -                     | -                     | C4                             | 8                              | 0                              | 21    | 0     |
| Sous-total            | Sous-total                 | Sous-total            | 13          | 0           | -                     | -                     | -                              | 8                              | 0                              | 21    | 0     |
| Total sur la carrière | Total sur la carrière      | Total sur la carrière | 61          | 0           | 3                     | 0                     | -                              | 8                              | 0                              | 72    | 0     |

## Palmarès
| Dynamo Dresde (1)                                     | Allemagne (1)                                                            |
| ----------------------------------------------------- | ------------------------------------------------------------------------ |
| - Championnat d'Allemagne de D3 (1) - Champion : 2016 | - Championnat d'Europe espoirs (1) - Vainqueur : 2021 - Finaliste : 2019 |